# Podiplomska šola za menedžment in inovacijo v Moskvi
Podiplomska šola za menedžment in inovacijo v Moskvi (rusko Высшая школа управления и инноваций МГУ) je javna fakulteta, ki ponuja študij menedžmenta in deluje v sklopu Moskovske državne univerze; ustanovljena je bila leta 2006.